# Ziff Davis
Ziff Davis, LLC — американская издательская и интернет компания, основанная в 1927 году в Чикаго, штат Иллинойс, Уильямом Бернардом Зиффом-старшим и Бернардом Джорджем Дэвисом.

## История
На протяжении большей части своей деятельности Ziff Davis издавала любительские журналы, зачастую посвящённые дорогостоящим, широко разрекламированным техническим средствам и увлечениям, например, автомобилям, фотографии и электронике. С 1980 года выходили издания, преимущественно связанные с компьютерами, причём веб-сайты создавались на базе журналов, тогда как Ziff Davis была учреждена в качестве информационной интернет-компании.
Ziff Davis обладала также возможностями для ретрансляции, начиная с середины 1970-х годов, а позднее посредством собственной информационно-технической сети ZDTV, переименованной затем в TechTV, которая была продана Vulcan Ventures в 2001 году. Издательства журналов и интернет-офисы компании Ziff Davis находятся в Нью-Йорке, Массачусетсе и Сан-Франциско.
6 января 2009 года компания продала 1UP.com корпорации UGO Entertainment, а также подразделение Hearst Corporation и объявила о выпуске последнего номера журнала Electronic Gaming Monthly.
Вивек Шах, бывший руководитель Time Inc., заручившись финансовой поддержкой бостонской частной акционерной компании Great Hill Partners, 4 июня 2010 года объявил о намерении приобрести Ziff Davis Inc. в качестве «первого шага к созданию новой цифровой медиакомпании, специализирующейся на производстве и распространении контента для потребителей, и помогающей принимать важные решения в отношении приобретения».
12 ноября 2012 года компания облачных вычислений J2 Global приобрела Ziff Davis Inc. за 167 млн долларов наличными. Согласно статье журнала Fortune конца 2015 года, активы Ziff Davis составляют 30 % от годового дохода материнской компании J2 Global и исчисляются суммой в размере 600 млн долларов США в год (2014 год), ежегодно увеличивающейся на 15—20 %. Аналитик Грегори Бернс из Sidoti & Company подсчитал, что стоимость Ziff Davis составляет порядка 1,9 млрд долларов.

### Popular Aviation

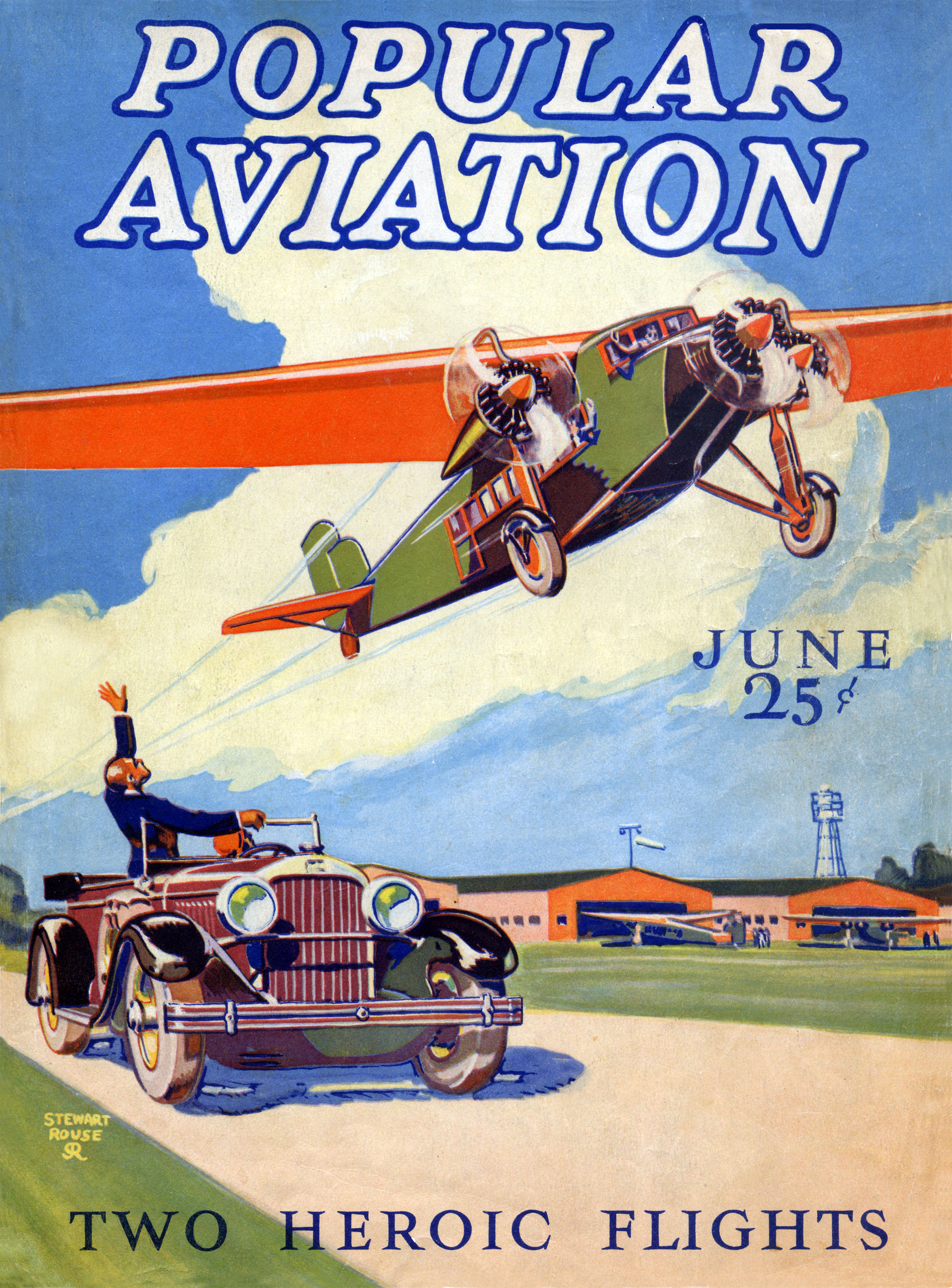
Обложка Popular Aviation за 1928 год, на которой упоминаются два героических полёта. В течение первых десяти лет публикации обложки журнала были рисованными

William B. Ziff Company, основанная в 1920 году, была успешным чикагским рекламным агентством, обеспечивающим продвижение продукции таких национальных компаний, как Procter & Gamble, практически во всех афроамериканских еженедельных газетах. В 1923 году Зифф приобрёл чикагское издательство, принадлежавшее ранее E. C. Auld Company, где впоследствии были напечатаны первые издания Ziff’s Magazine, содержащие рассказы, одноактные пьесы, юмористические стихи и шутки. Однако в апреле 1926 года название журнала было изменено на America’s Humor.
Бернард Джордж Дэвис был редактором студенческого юмористического журнала Питтсбургского университета, Pitt Panther, и членом Восточной ассоциации студенческих комиксов. В год окончания своего обучения участвовал в съезде ассоциации, где, собственно, и познакомился с Уильямом Бернардом Зиффом. Дэвис присоединился к Зиффу в качестве редактора America’s Humor, лишь после того как в 1927 году получил диплом.
Зифф был лётчиком в Первой мировой войне, вследствие чего в августе 1927 года учредил новый журнал Popular Aviation, опубликованный чикагским издательством Popular Aviation Publishing Company. Под редакцией Харли В. Митчелл к 1929 году он стал крупнейшим авиационным журналом, тираж которого составил тогда 100 000 экземпляров. В июне 1929 года журнал стал называться Aeronautics, а название издательской компании изменилось на Aeronautical Publications, Inc. Прежнее название Popular Aviation снова вернулось на обложку журнала в июле 1930 года. Начиная с 1942 года издание публиковалось уже Bonnier Corporation под заголовком Flying. Отметивший в 2017 году своё 90-летие журнал продолжает издаваться до сих пор.
Согласно истории компании, датой её основания считается 1927 год, когда Бернард Джордж Дэвис присоединился к журналу Popular Aviation. Однако только в 1936 году официально закрепилось название Ziff-Davis Publishing Company (журнал Popular Aviation за апрель 1936 года стал первым выпуском издательства Ziff-Davis). Дэвису была предоставлена значительная доля миноритарного пакета акций компании, в которой он получил должность вице-президента и директора. Уже в 1946 году он стал президентом компании. Дэвис был фотографом-любителем и редактором журнала Popular Photography, в котором начал работать в мае 1937 года.

### Беллетристика и любительские журналы
В начале 1938 года в собственность Ziff-Davis перешли журналы Radio News и Amazing Stories, первоначально издававшиеся Хьюго Гернсбеком, которые были проданы в результате банкротства Experimenter Publishing в 1929 году. Оба журнала впоследствии, начиная со своих апрельских выпусков 1938 года, вернулись к прежнему формату благодаря ассигнациям Ziff-Davis. Журнал Radio News выходил до 1972 года, а его аналог Popular Electronics, продолжающий тематику Radio News, издавался в 1955—1985 гг. Amazing Stories долгое время оставался ведущим научно-фантастическим журналом, однако Ziff Davis расширил его формат и параллельно выпускал Fantastic Adventures. Новое издание в 1954 году поглотил журнал Fantastic, основанный двумя годами ранее и пользовавшийся большим спросом. Ziff Davis в 1940-х и 1950-х годах публиковал целый ряд других бульварных журналов, а также изданий, предоставляющих обзорную информацию. Amazing Stories и Fantastic печатались вплоть до 1965 года.

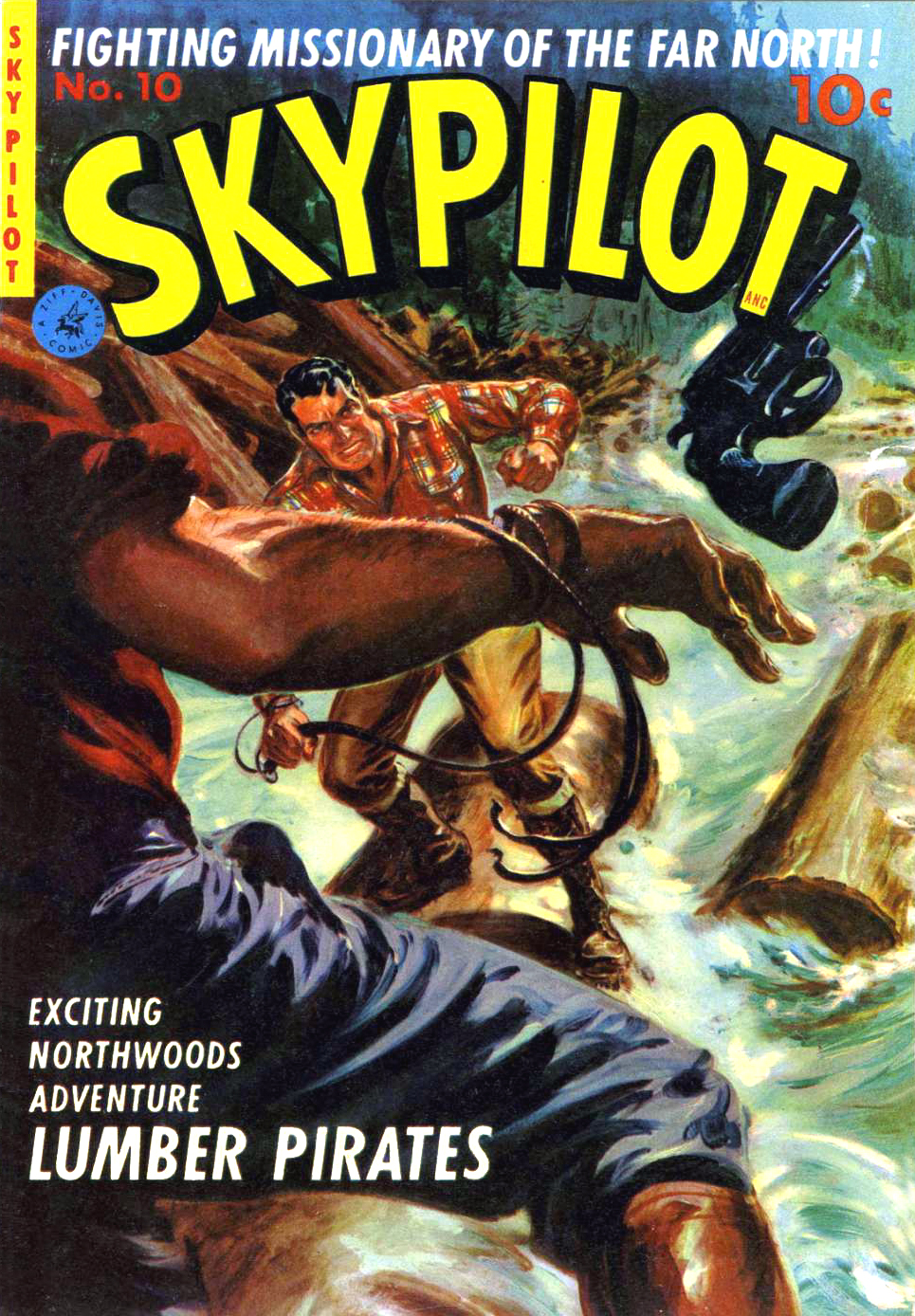
Обложка 10-го номера Skypilot за 1950 год была нарисована художником-иллюстратором Норманом Сондерсом

В начале 1950-х годов Ziff-Davis под своим собственным брендом, а также Approved Comics, выпускал комиксы, причём издания охватывали такие известные жанры, как ужасы, криминал, спорт, романтика и вестерн. Большинство историй без привычных супергероев составляли всего несколько выпусков. Джерри Сигел, один из создателей Супермена, выступил арт-директором целого ряда комиксов; среди других известных авторов, которые работали в Ziff-Davis Comics, были Джон Бьюсема, Сид Грин, Боб Хейни, Сэм Квескин, Руди Лапик, Ричард Лазарус, Морт Лив, Пол Сильван Ньюман, Джордж Руссос, Майк Сековски, Эрни Шрёдер и Огден Уитни. К 1953 году новые комиксы практически не печатались, зато компания успешно реализовывала свои самые популярные издания — Cinderella Love и Romantic Love, Kid Cowboy, Wild Boy of the Congo издательства St. John Publications. Единственным публиковавшимся Ziff-Davis до 1957 года комиксом был G.I. Joe; в общей сложности всего 51 номеров.
Уильям Бернард Зифф-старший умер в 1953 году, а бразды правления компанией взял в свои руки его сын и полный тёзка, вернувшийся из Германии. В 1958 году Бернард Джордж Дэвис продал свою долю акций в Ziff Davis, чтобы основать Davis Publications, тем не менее компания продолжала использовать его фамилию в названии. Уильям Бернард Зифф-младший как молодой руководитель изрядно способствовал тому, что Ziff-Davis вскоре стало преуспевающим издательством любительских журналов.
Ziff Davis приобрела права на автомобильный журнал Car and Driver, причём компания предоставляла материалы для читателей в отношении вероятной сделки купли-продажи (спецификация продукта) и привлекала рекламодателей. Уже в 1958 году Ziff-Davis начала публиковать HiFi and Music Review для тех, кто интересовался высококачественным оборудованием; в конечном счёте журнал эволюционировал в Stereo Review. В течение 1970-х и 1980-х годов стратегия развития компании способствовала достижению успеха, а быстро растущий интерес к электронике и вычислительной технике укрепил позиции Ziff Davis в деловой среде благодаря таким изданиям, как PC Magazine, Popular Electronics и Computer Shopper. В 1984 году компания продала большинство своих потребительских изданий CBS и его отраслевому журналу в News Corporation, оставив только компьютерные журналы.

### Телевизионные станции
После приобретения телевизионных станций, первоначально принадлежавших компании Rust Craft, выпускающей поздравительные открытки, Ziff Davis в 1979 году расширила вещание. Станции Ziff Davis включали в себя филиалы NBC, среди которых WROC-TV в Рочестере, Нью-Йорк и WRCB-TV в Чаттануге, Теннесси; филиалы CBS — WEYI-TV в Сагино, Мичиган, WRDW-TV в Огасте, Джорджия и WSTV-TV в Стьюбенвилле, Огайо (который изменил своё название на WTOV-TV и свою сетевую принадлежность к NBC после того, как Ziff Davis установила контроль над станцией), а также филиал ABC WJKS-TV в Джэксонвилле, Флорида (который также перешёл к NBC вскоре после приобретения). С середины 1980-х годов станции начали распродаваться, причём большинство из них перешли в собственность Television Station Partners, за исключением WRCB, владельцем которого стал Саркис Тарзян, и WJKS — Media General.

### Технологические журналы и веб-ресурсы
Ziff Davis стала крупным издателем компьютерных и интернет-изданий благодаря растущему интересу к журналам данной тематики, а первые технологические публикации, включая журнал Popular Electronics и ещё более сжатый Electronics World, вышли в 1954 году. Издательская компания приобрела журнал PC Magazine в 1982 году и отраслевой журнал MacWEEK в 1988 году. Уже в следующем году компания инициировала создание сайта ZDNet. В 1991 году, на раннем этапе развития интернета, электронные ресурсы ZDNet через CompuServe были существенно расширены за счёт покупки Public Brand Software, основного поставщика условно-бесплатного программного обеспечения. В 1995 году в качестве приложения к сервисам Yahoo! был учреждён журнал Yahoo! Internet Life, который изначально назывался ZD Internet Life.
Уильям Бернард Зифф-младший уже подумывал передать дело своим сыновьям — Даниэлю, Дирку и Роберту, — однако те не желали брать на себя ответственность. В 1994 году было объявлено о продаже издательства частной инвестиционной группе Forstmann Little & Company за 1,4 млрд долларов. Годом позже японская венчурная компания SoftBank приобрела Ziff-Davis Publishing уже за 2,1 млрд долларов. В 1998 году компания Ziff Davis организовала вещание собственного телевизионного канала ZDTV, который в следующем году был приобретён учредителем Vulcan Inc. Полом Алленом и переименован в TechTV. В 2000 году Ziff Davis Inc. вместе со своими URL-адресами была продана компании SoftBank.
Ежегодно, начиная с 2004 года, Ziff Davis проводит в Нью-Йорке промышленную выставку DigitalLife, чтобы продемонстрировать новейшие технологии в области бытовой электроники, игр и развлечений. DigitalLife носит открытый характер в отличие от Electronic Entertainment Expo (E3) или Worldwide Developers Conference. В ноябре 2006 года было объявлено о прекращении выпуска Official PlayStation Magazine. Основной причиной закрытия стало цифровое распространение контента и, как следствие, отсутствие интереса к журналу (и его демонстрационному диску), который начиная с 1997 года издавался Ziff Davis.

### Ziff Davis Media Inc.
Результатом партнерства Willis Stein & Partners и Джеймса Даннинга (бывший генеральный директор, председатель и президент Ziff Davis) стала новая компания Ziff Davis Media Inc., которая появилась в 2001 году. Соглашение между CNET Networks, Inc. и ZDNet позволило получить URL-адреса Ziff Davis. Таким образом, Ziff Davis Media Inc. приобрела права для лицензирования сетевого контента 11 публикаций, включая журнал PC Magazine, CIO Insight и eWEEK, веб-страницу отраслевого инсайдера Спенсера Кэтта.
В июле 2007 года Ziff Davis Media объявила о продаже своего подразделения (B2B) Insight Venture Partners. Сделка предусматривала продажу всех публикаций B2B, включая веб-сайты eWeek.com, CIOInsight.com, Baseline.com. В настоящее время подразделение является независимой компанией Ziff Davis Enterprise Group (ZDE).
5 марта 2008 года было объявлено о том, что Ziff Davis Media Inc. подала заявление о защите от банкротства в соответствии с Главой 11 Кодекса США в целях реструктуризации долга и проведения операций по сокращению задолженности. Компания также объявила о прекращении выпуска печатной версии журнала PC Magazine. Суд одобрил план проекта корпоративной реструктуризации в июле следующего года. По данным BtoBonline.com, Ziff Davis Media заключила соглашение со специальной группой держателей облигаций, которая готова предоставить 24,5 млн долларов для финансирования деятельности компании и квалифицированную помощь в реструктуризации долгов.

### Поглощения
Бостонская частная акционерная компания Great Hill Partners во главе с Вивеком Шахом, менеджером интернет-проектов, приобрела Ziff Davis в июне 2010 года. В то время объектами собственности Ziff Davis были PCMag.com, ExtremeTech, GearLog, GoodCleanTech, DLtv, AppScout, CrankyGeeks, Smart Device Central и TechSaver.com, посещаемость которых составляла более 7 млн пользователей в месяц. Кроме того, у Шаха были намерения активизировать деятельность компании, поэтому он приобрёл ещё logicbuy.com, geek.com, computershopper.com, toolbox.com и Focus Research. Focus Research, позднее переименованная в Ziff Davis B2B Focus и работающая в качестве автономного подразделения Ziff Davis, была крупным поставщиком интернет-опросов для корпоративных покупателей и ведущих поставщиков IT-услуг. Нишевые сайты сети Ziff Davis B2B Focus включают в себя ITManagement.com, ITSecurity.com, VOIP-News.com и InsideCRM.com.
16 ноября 2012 года Great Hill продала компанию J2 Global, поставщику облачных услуг. Цена покупки составляла 175 млн долларов, что примерно в 2,9 раза превышает предполагаемый доход компании 2013 года, однако фактически J2 Global выплатила 167 млн долларов наличными. 4 февраля 2013 года Ziff Davis приобрела корпорацию IGN Entertainment, включая веб-ресурсы IGN.com, 1UP.com, GameSpy.com, AskMen.com и UGO.com, причём покупка сразу же удвоила размер цифрового медиабизнеса материнской компании j2 Global, Inc. 21 февраля Ziff Davis объявила о сокращении штата в IGN, а также о полном закрытии сайтов 1UP.com, UGO.com и GameSpy.com, дабы иметь возможность сосредоточиться «на наших двух флагманских брендах IGN и AskMen».
В мае 2013 года Ziff Davis приобрела у inPowered рекламную сеть NetShelter, посвящённую потребительской электронике, вычислительной технике и мобильной связи. Сочетание информационной базы Ziff Davis и NetShelter способствовало росту авторитета компании в области технологий, а согласно comScore, только в США в апреле 2013 года было зафиксировано 36,5 млн посетителей сайта. 20 ноября того же года Ziff Davis приобрела TechBargains.com, сайт-агрегатор недорогих предложений в области бытовой электроники.
4 июня 2014 года Ziff Davis приобрела у Reed Business Information веб-ресурс emedia, поставщика информационных рассылок и услуг IT-клиентам. Впоследствии emedia, располагающая электронной базой данных более 20 млн пользователей, стала частью подразделения Ziff Davis B2B. 2 декабря того же года Ziff Davis приобрела веб-ресурс Ookla, предоставляющий возможность широкополосного и мобильного тестирования скорости посредством собственного сервиса Speedtest и мобильных приложений. 31 декабря 2015 года Ziff Davis приобрела Offers.com, онлайн-источник предложений, сделок, купонов, купонных кодов, промо, бесплатных проб и прочего.

### Международный рост
По состоянию на 2018 год Ziff Davis насчитывает уже порядка 117 млн читателей в 115 странах и 60 международных изданий. Несколько международных изданий находились в процессе подготовки к публикации в течение 2016 года. Большинство международных изданий появились благодаря партнёрству Ziff Davis и местных издателей, использующих локальную систему управления контентом. Общая система управления контентом позволяет зарубежным изданиям получать принадлежащие Ziff Davis материалы и переориентировать под собственный формат. Ziff Davis часто просит местного партнёра проводить организационно-представительские мероприятия, чтобы положительно зарекомендовать себя в зарубежном сегменте рынка. Наиболее значимые мероприятия, прошедшие в рамках IGN Convention, — в Бахрейне, Абу-Даби и Катаре.

## Действующие объекты
- Mashable
- BestBlackFriday.com
- ExtremeTech[англ.]
- Geek.com[англ.]
- Humble Bundle
- Offers.com[англ.]
- PC Magazine
- Ookla
- Techbargains.com
- Toolbox.com[англ.]
- emedia
- Ziff Davis Tech
- Ziff Davis B2B
- Speedtest.net
- Lifehacker

### IGN Network
- AskMen[англ.]
- GameTrailers
- IGN

## Проданные объекты
- DeveloperShed.com
- eSeminars (продано QuinStreet[англ.])
- Electronic Gaming Monthly[29] (перепродано основателю журнала Стиву Харрису)
- FileFront[англ.]
- GameTab.com
- GameVideos.com
- Linux-Watch (продано QuinStreet)
- Linuxdevices.com (продано QuinStreet)
- Microsoft Watch (продано QuinStreet)
- MyCheats.com
- PDF Zone (продано QuinStreet)
- Publish (продано QuinStreet)

## Упразднённые журналы и веб-сайты
- 1UP.com
- A+ Magazine
- Computer Gaming World
- Creative Computing[англ.]
- GameNOW[англ.] (EGM2 и Expert Gamer[англ.])
- Games for Windows: The Official Magazine
- GameSpy (ранее был частью IGN Network)[30]
- GMR[англ.]
- MacUser[англ.]
- Microsystems[англ.]
- Official U.S. PlayStation Magazine
- Patch Management
- PC Magazine — продолжает работать онлайн
- PC/Computing[англ.] (ранее Ziff-Davis Smart Business)
- Small Business Center
- Sm@rt Partner
- UGO Networks[англ.]
- Vault Network[англ.]
- Windows Sources[англ.]
- Xbox Nation
- Yahoo! Internet Life[англ.]